# Fresnillo
Fresnillo – miasto w środkowym Meksyku (Zacatecas), na Wyżynie Meksykańskiej, na wysokości ponad 2200 m n.p.m. Znajduje się tam ośrodek wydobycia srebra, rud cynku i ołowiu m.in. w uznwanej za najbogatszą kopalnię na świecie - Mina Proaño, należącej do Peñoles jednego z największych koncernów meksykańskich, a także zlokalizowane są tam huty metali nieżelaznych należące do tego samego właściciela.  Liczba mieszkańców w 2005 roku wynosiła blisko 111 tys. osób.